# Thomas Hunter
Thomas Vicars Hunter (ur. 2 kwietnia 1897 w Londynie, zm. 5 grudnia 1917 we Włoszech) – angielski as myśliwski okresu I wojny światowej. Odniósł 5 zwycięstw powietrznych. Pierwszy znany pilot wojskowy, który uzyskał licencję pilota oraz walczył na pierwszej linii frontu jako kaleka.
Thomas Vicars Hunter ukończył szkoły w Eton oraz Royal Military Academy Sandhurst. W 1914 roku został przydzielony do Rifle Brigade. Walczył na froncie we Francji, gdzie w styczniu 1915 roku stracił nogę. Po rekonwalescencji na własną prośbę został przeniesiony do Royal Flying Corps w 1917 roku.
Po przejściu szkoleń, w maju 1917, został przydzielony do No. 66 Squadron RAF, operującego wówczas w okolicach Ypres.
Pierwsze zwycięstwo powietrzne odniósł 12 lipca 1917 roku na samolocie Sopwith Pup. W okolicach Ypres zestrzelił niemiecki samolot Albatros D.III. Ostatnie piąte zwycięstwo odniósł nad niemieckim Albatrosem D.V 8 listopada. Na przełomie listopada i grudnia No. 66 Squadron RAF został przeniesiony na front włoski. 5 grudnia Hunter zginął w wypadku lotniczym, został pochowany na Carmignano Di Brenta Communal Cemetery.